# Jordan Rezabala
Jordan Lenín Rezabala Anzules (n. Portoviejo, Ecuador; 29 de febrero de 2000) es un futbolista ecuatoriano. Juega de mediocampista ofensivo y su equipo actual es Neftchi Bakú P. F. K. de la Liga Premier de Azerbaiyán.

## Trayectoria
Se inicia en las inferiores del Independiente del Valle donde pasa por todas las inferiores desde 2012 hasta 2019.
Con la adquisición de un equipo filial Independiente Juniors, el jugador es enviado tras su buena actuación en el Sudamericano a este para que consiga más experiencia y sea promovido al equipo principal.
En la temporada 2023 fichó por Sociedad Deportiva Aucas, equipo de Serie A.
En 2024 se unió al Sumgayit F. K. de la Primera División de Azerbaiyán en condición de jugador libre por un año. Terminado su vínculo con el club azerí fichó por Dorados de Sinaloa, equipo de la Liga de Expansión de México. En julio de 2025 regresó a Azerbaiyán para firmar dos años de contrato con el Neftchi Bakú P. F. K.

## Selección nacional

### Categorías inferiores

#### Participaciones en Sudamericanos
| Campeonato                              | Sede     | Resultado    | Partidos | Goles |
| --------------------------------------- | -------- | ------------ | -------- | ----- |
| Sudamericano Sub-17 de 2017             | Chile    | Sexto lugar  | 8        | 2     |
| Juegos Bolivarianos Santa Marta 2017    | Colombia | Plata        | 5        | 6     |
| Sudamericano Sub-20 de 2019             | Chile    | Campeón      | 9        | 3     |
| Juegos Panamericanos Lima 2019          | Perú     | Primera fase | 4        | 1     |
| Preolímpico Sudamericano Sub-23 de 2020 | Colombia | Primera fase | 3        | 0     |

#### Participaciones en Copas del Mundo
| Campeonato                  | Sede    | Resultado    | Partidos | Goles |
| --------------------------- | ------- | ------------ | -------- | ----- |
| Copa Mundial Sub-20 de 2019 | Polonia | Tercer lugar | 7        | 0     |

## Estadísticas

### Juveniles
| Club                    | País    | Años      | PJ  | Goles |
| ----------------------- | ------- | --------- | --- | ----- |
| Independiente del Valle | Ecuador | 2012-2018 | 153 | 32    |

### Clubes
Actualizado al último partido disputado el 16 de agosto de 2025.
| Independiente del Valle · Ecuador | 1.ª                 | 2018                | 0   | 0  | — | — | — | — | 0   | 0  |
| Independiente del Valle · Ecuador | 1.ª                 | 2019                | 0   | 0  | — | — | — | — | 0   | 0  |
| Independiente del Valle · Ecuador | Total club          | Total club          | 0   | 0  | 0 | 0 | 0 | 0 | 0   | 0  |
| Independiente Juniors · Ecuador   | 2.ª                 | 2019                | 12  | 1  | 2 | 0 | — | — | 14  | 1  |
| Independiente Juniors · Ecuador   | Total club          | Total club          | 12  | 1  | 2 | 0 | 0 | 0 | 14  | 1  |
| Club Tijuana · México             | 1.ª                 | 2019-20             | 0   | 0  | 1 | 0 | — | — | 1   | 0  |
| Club Tijuana · México             | 1.ª                 | 2020-21             | 7   | 0  | 1 | 0 | — | — | 8   | 0  |
| Club Tijuana · México             | Total club          | Total club          | 7   | 0  | 2 | 0 | 0 | 0 | 9   | 0  |
| C. D. Olmedo · Ecuador            | 1.ª                 | 2021                | 12  | 1  | — | — | — | — | 12  | 1  |
| C. D. Olmedo · Ecuador            | Total club          | Total club          | 12  | 1  | 0 | 0 | 0 | 0 | 12  | 1  |
| Manta F. C. · Ecuador             | 1.ª                 | 2021                | 10  | 0  | — | — | — | — | 10  | 0  |
| Manta F. C. · Ecuador             | Total club          | Total club          | 10  | 0  | 0 | 0 | 0 | 0 | 10  | 0  |
| Guayaquil City F. C. · Ecuador    | 1.ª                 | 2022                | 25  | 3  | 1 | 0 | — | — | 26  | 3  |
| S. D. Aucas · Ecuador             | 1.ª                 | 2023                | 6   | 1  | 1 | 0 | 4 | 0 | 11  | 1  |
| S. D. Aucas · Ecuador             | Total club          | Total club          | 6   | 1  | 1 | 0 | 4 | 0 | 11  | 1  |
| Guayaquil City F. C. · Ecuador    | 1.ª                 | 2023                | 15  | 1  | — | — | — | — | 15  | 1  |
| Guayaquil City F. C. · Ecuador    | Total club          | Total club          | 40  | 4  | 1 | 0 | 0 | 0 | 41  | 4  |
| Sumgayit F. K. Azerbaiyán         | 1.ª                 | 2023-24             | 10  | 2  | — | — | — | — | 10  | 2  |
| Sumgayit F. K. Azerbaiyán         | 1.ª                 | 2024-25             | 17  | 3  | 1 | 0 | 2 | 0 | 20  | 3  |
| Sumgayit F. K. Azerbaiyán         | Total club          | Total club          | 27  | 5  | 1 | 0 | 2 | 0 | 30  | 5  |
| Dorados de Sinaloa · México       | 2.ª                 | 2024-25             | 6   | 0  | — | — | — | — | 6   | 0  |
| Dorados de Sinaloa · México       | Total club          | Total club          | 6   | 0  | 0 | 0 | 0 | 0 | 6   | 0  |
| Neftchi Bakú P. F. K. Azerbaiyán  | 1.ª                 | 2025-26             | 1   | 0  | — | — | — | — | 1   | 0  |
| Neftchi Bakú P. F. K. Azerbaiyán  | Total club          | Total club          | 1   | 0  | 0 | 0 | 0 | 0 | 1   | 0  |
| Total en su carrera               | Total en su carrera | Total en su carrera | 121 | 12 | 7 | 0 | 6 | 0 | 134 | 12 |
| 1. 2.                             |                     |                     |     |    |   |   |   |   |     |    |

### Participaciones internacionales
| Copa                             | Club                    | Resultado  |
| -------------------------------- | ----------------------- | ---------- |
| Copa Libertadores Sub-20 de 2018 | Independiente del Valle | Subcampeón |

## Palmarés

### Campeonatos internacionales
| Título              | Equipo         | Año  |
| ------------------- | -------------- | ---- |
| Sudamericano Sub-20 | Ecuador sub-20 | 2019 |